# Gallmersgarten
Gallmersgarten – miejscowość i gmina w Niemczech, w kraju związkowym Bawaria, w rejencji Środkowa Frankonia, w regionie Westmittelfranken, w powiecie Neustadt an der Aisch-Bad Windsheim, wchodzi w skład wspólnoty administracyjnej Burgbernheim. Leży około 27 km na południowy zachód od Neustadt an der Aisch, przy drodze B470.
W miejscowości znajduje się przystanek kolejowy, na którym do linii kolejowej Monachium – Ansbach – Hanower/Frankfurt nad Menem włączają się linie kolejowe z Neustadt an der Aisch i Rothenburg ob der Tauber.

## Dzielnice
W skład gminy wchodzą następujące dzielnice: 
| - Gallmersgarten - Bergtshofen - Habermühle - Landthurm | - Mörlbach - Steinach an der Ens - Steinach bei Rothenburg o. d. T. |